# Apolon Game Music Box Memorial Sound of Wizardry
『Apolon Game Music Box Memorial Sound of Wizardry』（アポロンゲームミュージックボックメモリアルサウンドオブウィザードリィ）は、日本のパソコンゲーム、ファミコンゲーム、スーパーファミコンゲーム、ゲームボーイゲームでもあるウィザードリィシリーズの合同ベスト・アルバムである。
この項目では、諸事情により『Wizardry #2 - Knight of Diamonds』と『Wizardry #3 - Legacy of Llylgamyn』が初出がファミコン版の順番となっている為、パソコン版による順番の変更は一切記述しない。

## 解説
今回のアルバムは、アポロン音楽工業から発売されたウィザードリィシリーズの『Wizardry #1 - Proving Grounds of the Mad Overlord』から『We Love Wizardry』、『Wizardry #2 - Legacy of Llylgamyn』から『組曲ウィザードリィII リルガミンの遺産』、『Wizardry #3 - Knight of Diamonds』から『組曲ウィザードリィIII ダイヤモンドの騎士』、『Wizardry The First Episode - Suffering of The Queen』の『ウィザードリィ外伝I 女王の受難』、『Wizardry #5 - Heart of the Maelstrom』の『組曲ウィザードリィV ハート・オブ・ザ・メイルストローム』、『Wizardry CDドラマI - ハースニール異聞』CDがセットになった6枚組ベストアルバムである。発売はアポロン音楽工業ではなくハピネットになっている。
『1』『2』『3』『5』の作曲は羽田健太郎。『外伝I』の作曲は藤原いくろう、同楽曲の演奏はW. I. Z。『V』の演奏は寺嶋民哉。『CDドラマ』は1のみ玉川紗己子。それ以外は山口勝平が担当している。
CDジャケットは元になったCDのままの状態での再版。BOXは宝箱風の画像を採用している。
2007年6月2日に羽田が他界したことにより、このアルバムが羽田最後のゲームミュージックアルバムであり、ウィザードリィシリーズ最後のベストアルバムとなった。

## 収録曲

### Disc1 Wizardry #1 - Proving Grounds of the Mad Overlord 『We Love Wizardry』
1. オープニング・テーマ
2. 城
3. ギルガメッシュの酒場
4. 冒険者の宿
5. ボルタック商店
6. カント寺院
7. 町はずれ
8. 地下迷宮
9. キャンプ
10. 戦闘
11. 全滅
12. ワードナ
13. 任務完了

### Disc2 Wizardry #2 - Legacy of Llylgamyn 『組曲ウィザードリィII リルガミンの遺産』
1. ウィザードリィII・オープニング・テーマ
2. リルガミンの遺産
3. ギルガメッシュの酒場II
4. ボルタック商店II
5. 町はずれのテーマ
6. ダンジョンのテーマ
7. 全滅～レクイエム～
8. カント寺院II
9. キャンプII
10. 戦闘のテーマ
11. 冒険者の宿II
12. ル・ケブレス
13. ウィザードリィII・エンディング・テーマ
14. ウィザードリィII／ゲーム オリジナル サウンド ストーリー
15. SEコレクション：A
16. SEコレクション：B
17. SEコレクション：C
18. SEコレクション：D
19. SEコレクション：E
20. SEコレクション：F
21. TRAP＜Poison Needle＞
22. TRAP＜Gas Bomb＞
23. TRAP＜Crossbow Bolt＞
24. TRAP＜Exploding Box＞
25. TRAP＜Stunner＞
26. TRAP＜Teleporter＞
27. TRAP＜Mage Blaster＞
28. TRAP＜Priest Blaster＞
29. TRAP＜Alarm＞

### Disc3 Wizardry #3 - Knight of Diamonds 『組曲ウィザードリィIII ダイヤモンドの騎士』
1. ダイヤモンドの騎士 ‐オープニング・テーマ‐
2. リルガミン城
3. ギルガメッシュの酒場III
4. 冒険者の宿III
5. ボルタック商店III
6. カント寺院III
7. 町はずれにて
8. 恐怖の地下迷宮III
9. キャンプのひととき
10. 戦闘～勇気ある戦い～
11. 全員滅亡～死せる魂のメロディー～
12. ダイヤモンドの騎士 ‐エンディング・テーマ‐

### Disc4 Wizardry The First Episode - Suffering of The Queen 『ウィザードリィ外伝I 女王の受難』
1. ウィザードリィ・オープニング・テーマ
2. フーガ・イヴ・ザ・カッスル
3. 訓練場～冒険者の宿
4. 哀愁のギルガメッシュ
5. ボルタック・インベンション
6. 地下迷宮‐I‐
7. カント寺院
8. 勝利と全滅
9. 地下迷宮‐II‐
10. 戦いの瞬間
11. ウィザードリィ・エンディング・テーマ
12. ウィザードリィ／ゲーム・オリジナル・サウンド・メドレー
13. SEコレクション：A
14. SEコレクション：B
15. SEコレクション：C
16. SEコレクション：D
17. SEコレクション：E
18. SEコレクション：F
19. SEコレクション：G
20. SEコレクション：H
21. SEコレクション：I
22. SEコレクション：J
23. SEコレクション：K
24. SEコレクション：L
25. SEコレクション：M
26. SEコレクション：N
27. SEコレクション：O
28. SEコレクション：P
29. SEコレクション：Q
30. SEコレクション：R
31. SEコレクション：S
32. SEコレクション：T
33. SEコレクション：U
34. SEコレクション：V

### Disc5 Wizardry #5 - Heart of the Maelstrom 『組曲ウィザードリィV ハート・オブ・ザ・メイルストローム』
1. ウィザードリィVオープニング・テーマ
2. 戦いにそなえて
3. 迷宮を行く
4. 情報収集
5. 戦闘と勝利
6. 憩のひととき
7. 全滅への道
8. カント寺院と城
9. 奥深き迷宮にて
10. ソーンのテーマ
11. ウィザードリィVエンディング・テーマ

### Disc6 Wizardry CDドラマI - ハースニール異聞
1. モンスター・アロケーション・センター
2. 城塞都市
3. 地下4F～9F
4. 迷宮最下層
5. エピローグ